# Schijndel

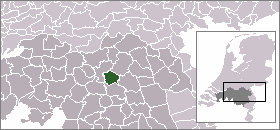
Locação de Schijndel em Brabante do Norte.

Schijndel é uma vila da província de Brabante do Norte, no Sul dos Países Baixos. Schijndel era famosa pela produção de sapatos de madeira, velas e meias.
Em 1 de janeiro de 2017, passou a formar parte do novo município de Meierijstad, juntamente com Sint-Oedenrode e Veghel.